# 齋藤宏
齋藤 宏（さいとう ひろし、1944年（昭和19年）3月29日 - ）は、日本の銀行家。みずほコーポレート銀行元・頭取。東京地下鉄社外監査役。

## 人物
京都大学経済学部卒業後、日本興業銀行に入行。興銀時代の部下に楽天会長兼社長の三木谷浩史がいる。
2002年、みずほコーポレート銀行初代頭取に就任した。2005年、TBSと楽天の経営統合を巡る対立が起きたが、この収拾のために両者の仲介役として活躍した。2009年度から義務付けられた役員報酬の開示制度では、1億2300万円の役員報酬を得ていることが公表された。
2007年に、改正貸金業法による過払金処理のため債務超過となったオリエントコーポレーションに対し、「オリコを切ってしまえ。」と発言。その後、2008年7月発売の雑誌フライデー（講談社）にて、齋藤がテレビ東京所属の経済担当の女性記者と東京・麻布の寿司屋で食事をした後、近くの路上で熱いキスを交わしたと報じられた。オリエントコーポレーションは、旧第一勧業銀行と提携ローンを行うなど結びつきが強く、みずほグループ内の旧第一勧業銀行派閥によるリークと囁かれた。
7月22日、全国銀行協会会長・杉山清次（みずほ銀行頭取）は定例記者会見で齋藤と女性記者が不倫関係にあったと齋藤より説明を受けたとし、この件について「誠に遺憾である」とコメントした。また、同日の閣議終了後の記者会見で金融担当大臣・渡辺喜美も、「取材対象になっているわけだから、メディアとの付き合いは間合いの取り方が重要だ」と語った。

## 略歴
- 1962年 東京教育大学附属駒場高等学校卒
- 1966年 京都大学経済学部卒業後、日本興業銀行（興銀）入行
- 1994年 同取締役営業第六部長
- 1995年 同取締役東京支店長
- 1997年 同常務取締役
- 1999年 同常務取締役コーポレートバンキングユニット長
- 2000年 みずほホールディングス取締役兼常務取締役執行役員（大企業・金融法人ビジネスユニット長）
- 2002年 みずほコーポレート銀行頭取
- 2006年 テレビ東京社外監査役に就任
- 2009年 みずほコーポレート銀行会長
- 2010年 みずほフィナンシャルグループ特別顧問
- 2011年 特別顧問を退任[4]